# خواب دیدن (ترانه)
«خواب دیدن» (به انگلیسی: The Dreaming) تک‌آهنگی از هنرمند اهل بریتانیا کیت بوش است که در سال ۱۹۸۲ میلادی منتشر شد.